# Pârscov
Pârscov est une commune roumaine située dans le județ de Buzău.